# Esplenomegàlia
L'esplenomegàlia és un engrandiment de la melsa. És un dels quatre signes cardinals d'hiperesplenisme (hiperfuncionalitat esplènica), juntament amb una certa reducció en el nombre de cèl·lules sanguínies circulants que afecta els granulòcits, eritròcits o plaquetes en qualsevol combinació, una resposta compensatòria de proliferació en la medul·la òssia, i la correcció potencial d'aquestes anomalies mitjançant la pràctica d'una esplenectomia (exèresi quirúrgica de la melsa). L'esplenomegàlia se sol associar amb una major càrrega de treball esplènic (com en el cas de les anèmies hemolítiques), el que suggereix que és una resposta reactiva de l'òrgan a l'excés funcional. Per tant, no és sorprenent que l'esplenomegàlia es desenvolupi en el context de qualsevol procés patològic que impliqui una destrucció anormal dels glòbuls vermells en la melsa. Altres causes comunes inclouen la congestió derivada d'hipertensió portal i la infiltració neoplàsica per leucèmies i limfomes. La troballa d'un engrandiment de la melsa, acompanyat d'un augment de la circulació col·lateral (un fenomen anomenat cap de Medusa, referint-se a la peculiar aparença de les venes periumbilicals disteses i engruixides), és un signe d'hipertensió portal greu.
Radiològicament, es considera esplenomegàlia moderada l'evidència d'una melsa de més de 12-15 cm d'eix màxim i esplenomegàlia important o molt important quan supera els 20 cm. Sent uns 200 g el pes normal de l'òrgan, certes patologies poden causar esplenomegàlies massives d'entre 1,5 i 5 kg. Aquestes esplenomegàlies extremes comporten un elevat risc d'infart o de ruptura de la melsa, ruptura que pot ser espontània o subsegüent a algun traumatisme. Durant la gestació, amb independència de la seva etiologia, representen un important problema que pot posar en perill la vida de la mare i del fetus.
En els adults sans, la melsa no és palpable. El fet de palpar-la durant l'exploració física indica que el seu volum està augmentat un ≥40%, aproximadament. En un context clínic, el grau d'esplenomegàlia es determina mesurant en centímetres la distància entre el marge palpable de l'òrgan i l'arc costal inferior esquerre. Una altra forma d'explorar l'esplenomegàlia és la percussió abdominal (mètodes de Nixon, de Castell o de l'angle de Traube), un procediment basat en la pèrdua de timpanisme provocada per l'engrandiment esplènic en els òrgans adjacents que contenen aire.
La detecció ecogràfica de l'esplenomegàlia fetal és difícil, ja que la impedància acústica del fetge i la melsa és molt similar, un fet que fa recomanable emprar una combinació de mètodes ultrasonogràfics avençats per apreciar-la amb certesa en cas de determinades patologies prenatals. Sovint s'observa quan existeix un hydrops fetalis.

## Causes

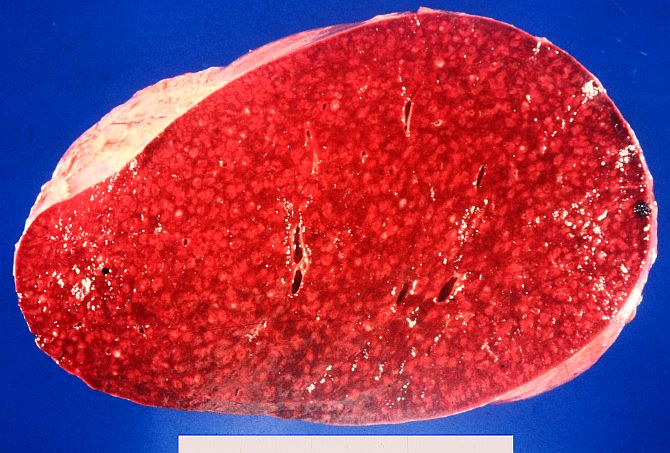
Esplenomegàlia i hiperplàsia limfoide fol·licular reactiva en un cas de malaltia immune

Les causes més comunes d'esplenomegàlia en els països desenvolupats són la mononucleosi infecciosa, la infiltració de la melsa per cèl·lules d'una neoplàsia hematològica maligna i la hipertensió portal (en general secundària a una malaltia hepàtica).
| Augment de la funció | Flux sanguini anormal | Infiltració |
| --- | --- | --- |
| Eliminació dels glòbuls vermells defectuosos - esferocitosi - talassèmia - hemoglobinopatia - anèmia nutricional - anèmia de cèl·lules falciformes inicial Hiperplàsia immunològica Resposta a la infecció (viral, bacteriana, parasitària, per fongs) - mononucleosi, SIDA, hepatitis vírica, infecció neonatal per citomegalovirus - endocarditis bacteriana subaguda, septicèmia bacteriana - abscés esplènic, febre tifoide, febre de Tsutsugamushi - brucel·losi, leptospirosi, tuberculosi - histoplasmosi - malària leishmaniosi visceral (kala-azar), tripanosomosi - ehrlichiosi, anaplasmosi Trastorns inmunològics - artritis reumatoide - síndrome de Felty - LES - malaltia del sèrum (una reacció d'hipersensibilitat de tipus III) - anèmia hemolítica autoimmune - sarcoïdosi - reaccions a fàrmacs Hematopoesi extramedul·lar - mielofibrosi - infiltració de la medul·la per tumors, leucèmies - dany medul·lar per radiació ionitzant, toxines | Fallada orgànica - cirrosi Vascular - obstrucció de la vena hepàtica - obstrucció de la vena porta, generalment per trombosi de la mateixa - síndrome de Budd-Chiari - obstrucció de la vena esplènica - hipertensió portal idiopàtica no cirròtica - aneurismes de l'artèria esplènica - fibrosi hepàtica congènita Infeccions - esquistosomosi hepàtica - equinococcosi hepàtica - filariosi | Malalties metabòliques - malaltia de Gaucher - malaltia de Niemann-Pick - alfa-mannosidosi - síndrome de Hurler i altres mucopolisacaridosis - amiloïdosi - malaltia de Tangier - hipercalcèmia Infiltracions benignes i malignes - leucèmies (aguda, crònica, limfoide i mieloide) - limfomes (Hodgkin i no-Hodgkin) - trastorns mieloproliferatius - tumor metastàtic (originat amb freqüència per un càncer testicular de cèl·lules germinals, un melanoma maligne o un càncer pulmonar de cèl·lules petites) - histiocitosi X - hemangioma, síndrome de Kasabach–Merritt, limfangioma - quists esplènics - hamartoma (un tipus de malformació nodular semblant a un tumor benigne) - granuloma eosinòfil |

En resum, els processos que originen esplenomegàlia es poden categoritzar en sis grups: infeccions, estats congestius, malalties hematopoètiques, malalties immunitàries, malalties per dipòsit lisosòmic i un darrer grup d'alteracions que no tenen cabuda en els altres com -per exemple- l'amiloïdosi o els quists i tumors esplènics primaris (poc habituals) o metastàsics.
S'han descrit alguns casos d'esplenomegàlia massiva hereditària, acompanyada de citopènies, anhidrosi, migranya i pèrdua de visió, en el context d'una nova síndrome familiar no associada amb altres malalties i no filiada genòmicament de forma clara. També han estat registrades ruptures espontànies d'esplenomegàlies massives idiopàtiques en membres d'una mateixa família. L'esplenomegàlia lipèmica hereditària, anomenada també histiocitosi 'blau marí', és una rara malaltia causada per mutacions en el gen APOE.
Amb freqüència, l'esplenomegàlia és asimptomàtica o evoluciona acompanyant un deteriorament poc específic de l'estat general i es detecta de forma fortuïta en un pacient sense antecedents de cap malaltia sistèmica. En aquests casos, les analítiques rutinàries i les proves d'imatge ajuden a identificar la causa. Altres vegades s'acompanya de dolor en hipocondri esquerre, que pot ser de tipus pleurític i irradiar-se a l'espatlla ipsilateral, fet que requereix un estudi més urgent per tal de descartar l'infart o la ruptura de l'òrgan.
La síndrome d'esplenomegàlia palúdica hiperreactiva, abans anomenada síndrome d'esplenomegàlia tropical, es conseqüència d'una resposta immunològica excessiva davant la infecció crònica/recurrent per Plasmodium (falciparum, ovale o vivax). S'acostuma a veure sobretot en regions on la malària és altament endèmica, en especial de l'Àfrica, l'Índia, Vietnam, Indonèsia, Amèrica del Sud i l'Orient Mitjà. Es caracteritza per esplenomegàlia massiva, hepatomegàlia i alts nivells sèrics d'IgM i d'anticossos anti-palúdics. És una condició pròpia dels adults, encara que excepcionalment es detecta en nens. En molts pacients amb aquesta síndrome no s'aprecien paràsits en els frotis de sang perifèrica i en alguns la malaltia cursa sense elevació de la IgM.
Es parla d'esplenomegàlia idiopàtica o criptogènica quan, després d'efectuar els exàmens adequats els i estudis complementaris pertinents, no es pot identificar el seu origen. El maneig d'aquestes esplenomegàlies no és senzill. El seguiment a llarg termini d'una part d'elles permet identificar el desenvolupament d'una neoplàsia hematològica, però algunes acaben mostrant una etiologia insòlita o inclús poden desaparèixer sense presentar signes de cap malaltia subjacent greu. Es convenient mantenir una conducta expectant en pacients joves amb esplenomegàlia moderada, alteracions lleus en els hemogrames i poques adenopaties. Per contra, es considera indicada la pràctica d'una biòpsia esplènica per punció i/o una esplenectomia diagnóstica si l'engrandiment és molt important o augmenta de forma progressiva, si sorgeixen nous signes clínics o si empitjoren els paràmetres hematològics.
Certes condicions, com ara un abscés subdiafragmàtic esquerre o un tumor desenvolupat al quadrant superior esquerre abdominal, poden desplaçar caudalment la melsa i provocar una errònia impressió d'engrandiment de la víscera (pseudoesplenomegàlia).